# Susan Littenberg
Susan Littenberg (* 1967) ist eine US-amerikanische Filmeditorin.

## Leben
Susan Littenberg studierte zunächst freie Kunst an der University of Delaware. Nach ihrem Abschluss 1990 wurde sie als Schnitt-Assistentin und ab 1996 als Filmeditorin aktiv. Hier schnitt sie überwiegend Spielfilm-Komödien. Für Einfach zu haben wurde sie für einen Eddie der American Cinema Editors für den besten Schnitt eines Comedy-Films nominiert. Ihr Schaffen umfasst mehr als 20 Produktionen.

## Filmografie (Auswahl)
- 2001: Jump Tomorrow
- 2002: Alle lieben Oscar (Tadpole)
- 2004: 30 über Nacht (13 Going on 30)
- 2005: So was wie Liebe (A Lot Like Love)
- 2006: Schweinchen Wilbur und seine Freunde (Charlotte’s Web)
- 2008: Five Dollars a Day ($5 a Day)
- 2009: Bride Wars – Beste Feindinnen (Bride Wars)
- 2010: Einfach zu haben (Easy A)
- 2012: Lola gegen den Rest der Welt (Lola Versus)
- 2013: Wie in alten Zeiten (The Love Punch)
- 2016: Nina
- 2018: All About Nina